# Verband Entwicklungspolitik Niedersachsen
Der Verband Entwicklungspolitik Niedersachsen e. V. (VEN) ist ein Landesnetzwerk entwicklungspolitischer Initiativen und Nichtregierungsorganisationen
(NRO) in Niedersachsen. Der Verband wurde 1991 gegründet und hat 144 Mitglieder (Stand: August 2016). Die Mitglieder sind Nichtregierungsorganisationen, Vereine, Kirchengemeinden, entwicklungspolitische Initiativen und Privatpersonen.

## Ziele und Aufgaben

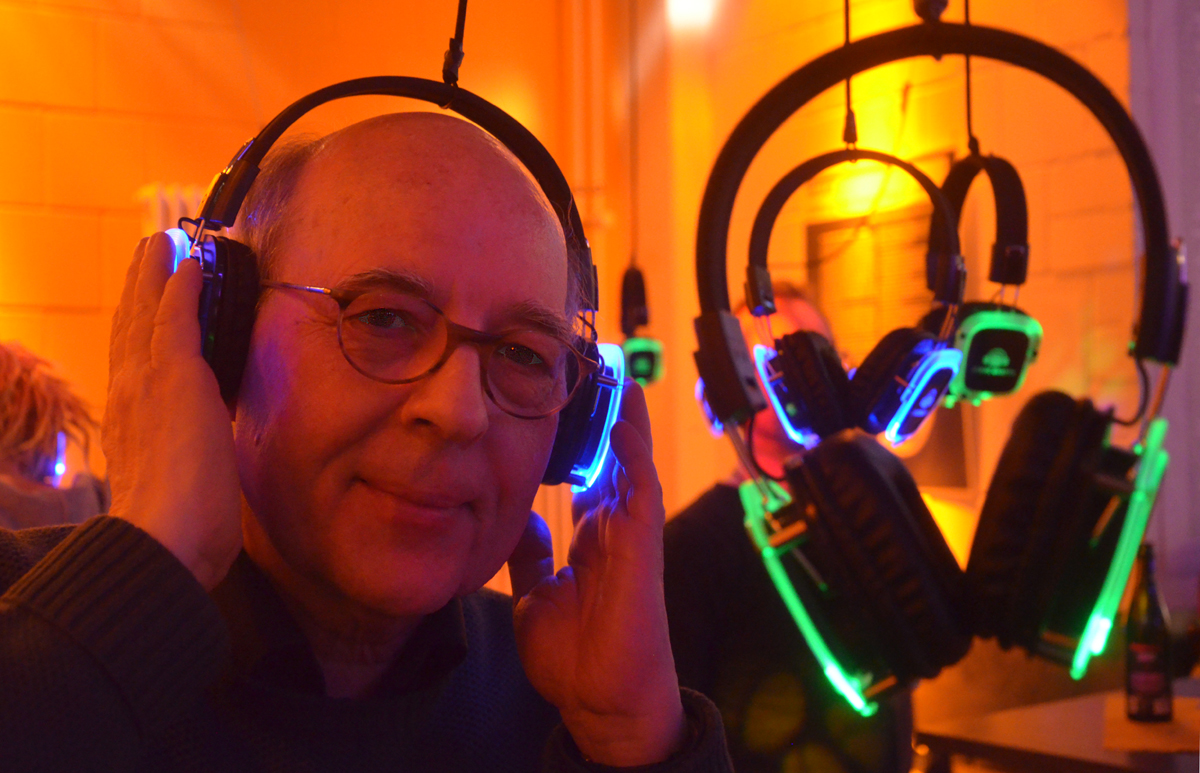
Der VEN-Vorstand Ulli Kowalke, hier 2017 während der Jubiläumsfeier „40 Jahre Kulturzentrum Pavillon“ in Hannover

Die Schwerpunkte der Arbeit des VEN liegen in der Öffentlichkeits-, Projekt- und Bildungsarbeit für Fragen globaler sozialer Gerechtigkeit und Ökologie. Weiterhin dient der VEN als Koordinations- und Kommunikationsplattform für seine Mitglieder und vertritt deren Interessen gegenüber der Politik und anderen Akteuren. Der VEN setzt sich für eine menschenwürdige Globalisierung, soziale Gerechtigkeit, Fairness in der Weltwirtschaft und den Erhalt natürlicher Ressourcen ein. Der VEN unterstützt und vernetzt niedersächsische Initiativen, die sich im globalen Süden oder in Deutschland für diese Ziele engagieren.

## Eine-Welt Promotorenprogramm
Das vom Bundesministerium für wirtschaftliche Zusammenarbeit und Entwicklung und den Ländern unterstützte Eine-Welt-Promotorenprogramm wird in Niedersachsen vom VEN und seinen Mitgliederorganisationen durchgeführt. Das Promotorenprogramm soll bürgerschaftliches Engagement steigern und Eine-Welt-Ansätze in Deutschland fördern.